# David McNeil

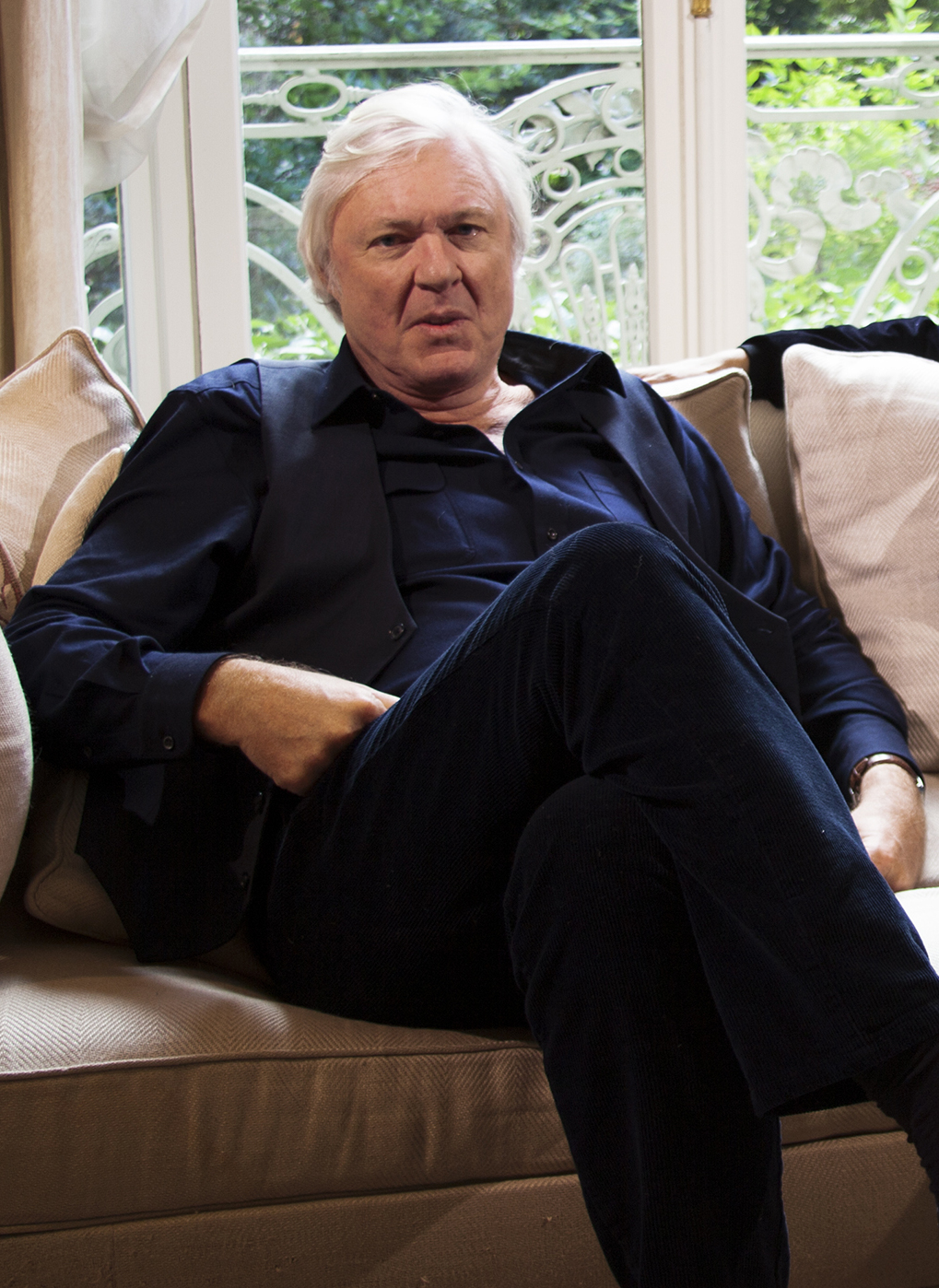
David McNeil, 2013

David McNeil (* 22. Juni 1946 in High Falls, Ulster County, New York) ist ein französischer Autor (Romane und Jugendbücher), Komponist und Sänger. Er ist der Sohn des Malers Marc Chagall, seine Mutter ist Virginia Haggard McNeil.
McNeil lebt seit 1948 in Frankreich. Seine Lieder wurden unter anderem von Yves Montand, Julien Clerc, Jacques Dutronc oder Sacha Distel gesungen.

## Bücher (Auswahl)
- Quelques pas dans les pas d’un ange, Paris 2003
  - deutsch: Auf den Spuren eines Engels. Die Kindheit mit meinem Vater Marc Chagall. Ullstein, München 2004; List, Berlin 2005, ISBN 3-548-60555-9
- Tangage et roulis, Paris 2006
- Angie ou Les douze mesures d’un blues, Paris 2007